# Ólafsvík

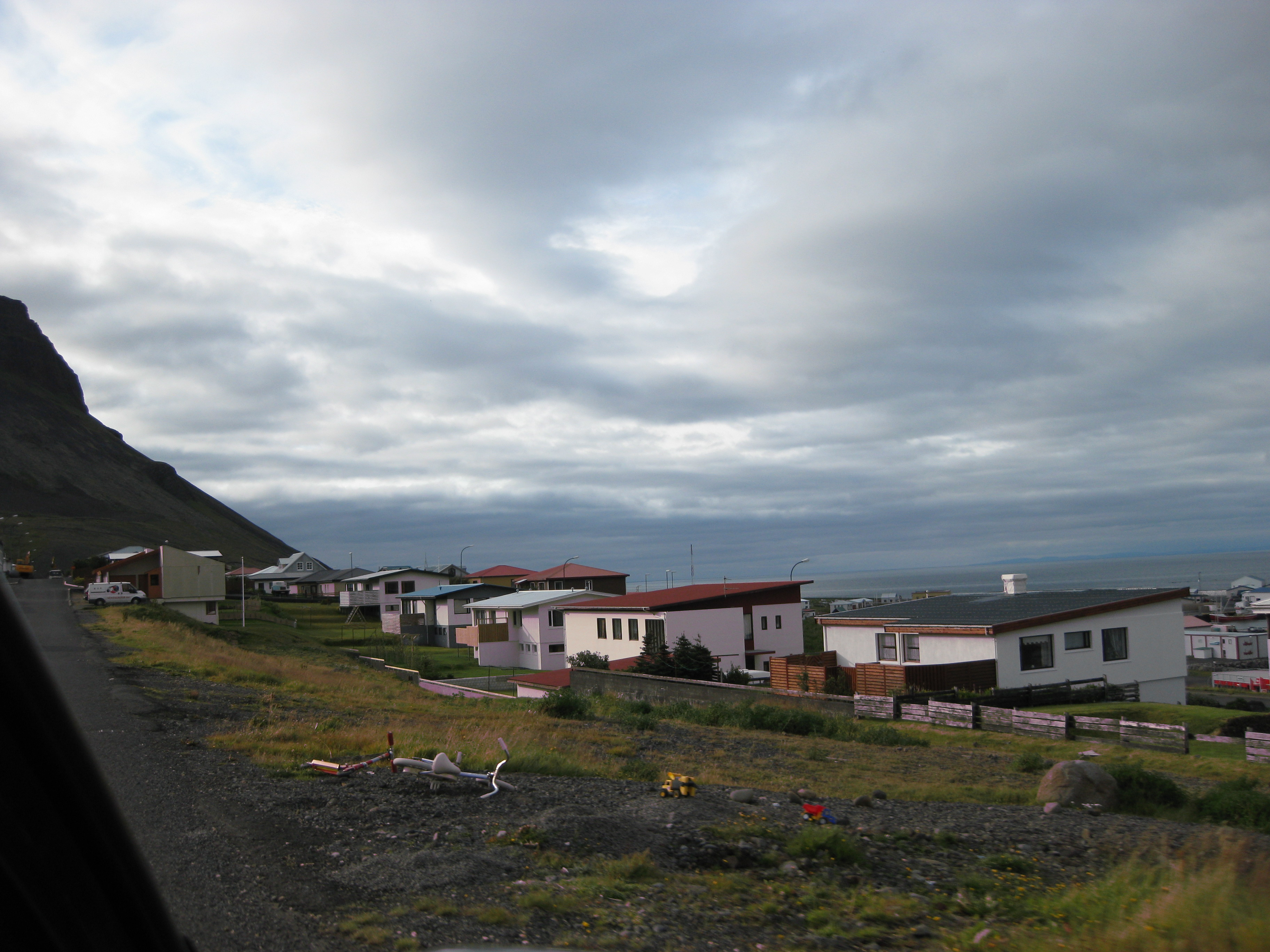
Häuser von Ólafsvík, dahinter li. der Abhang des Bergs Enni

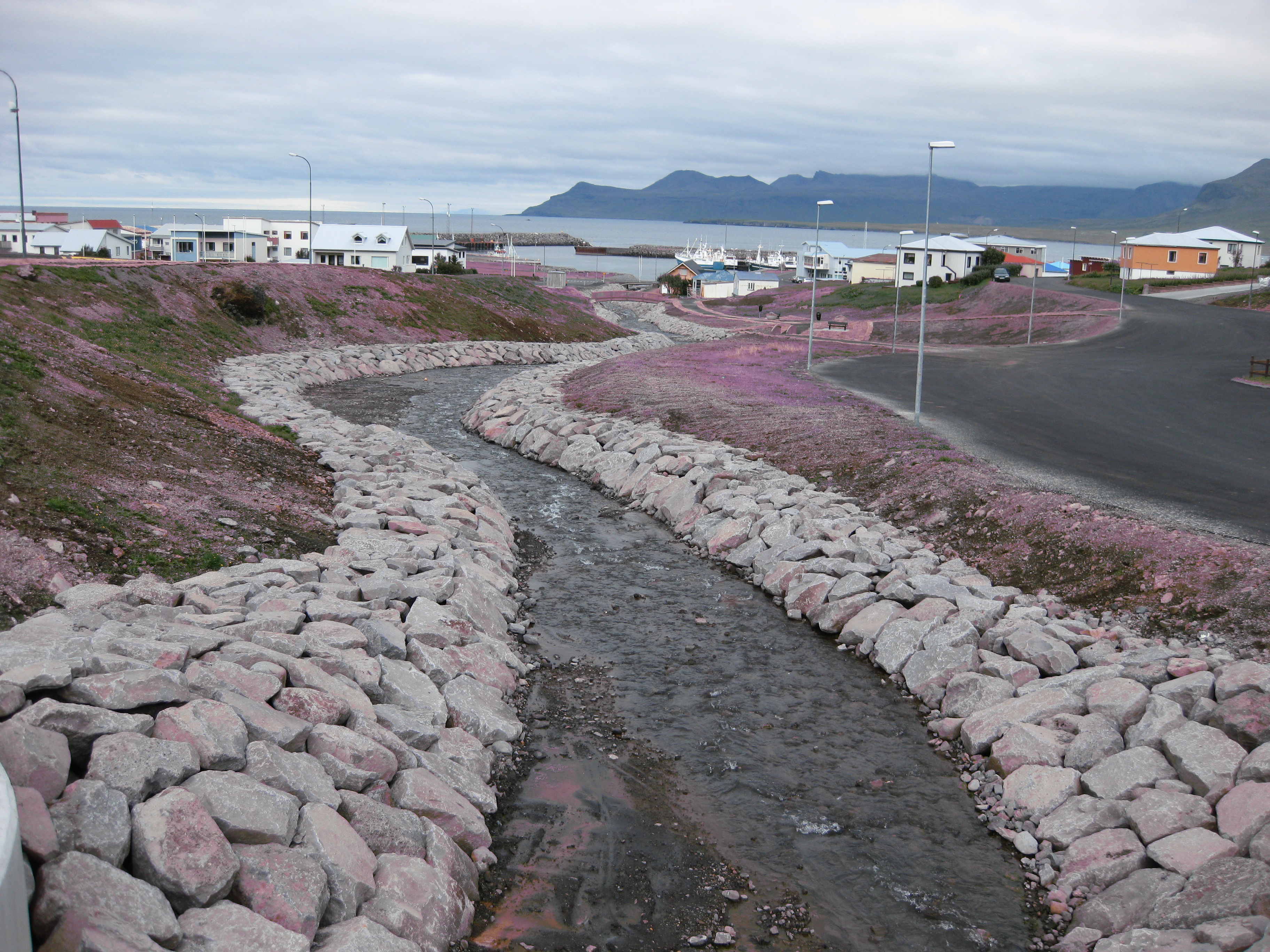
Ólafsvík, Bæjarfossgil

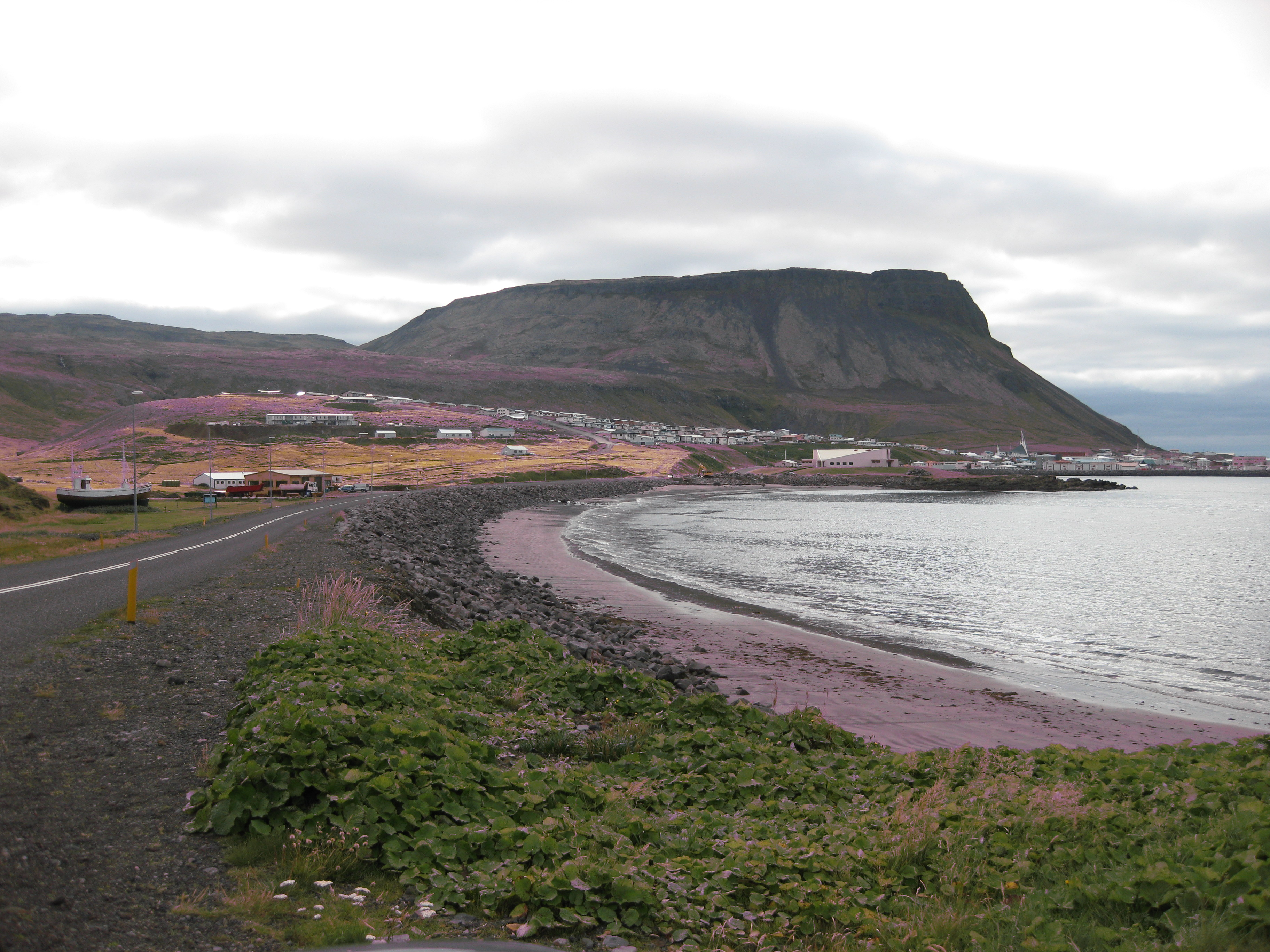
Ólafsvíkurenni

Kirche in Fischform in Ólafsvík

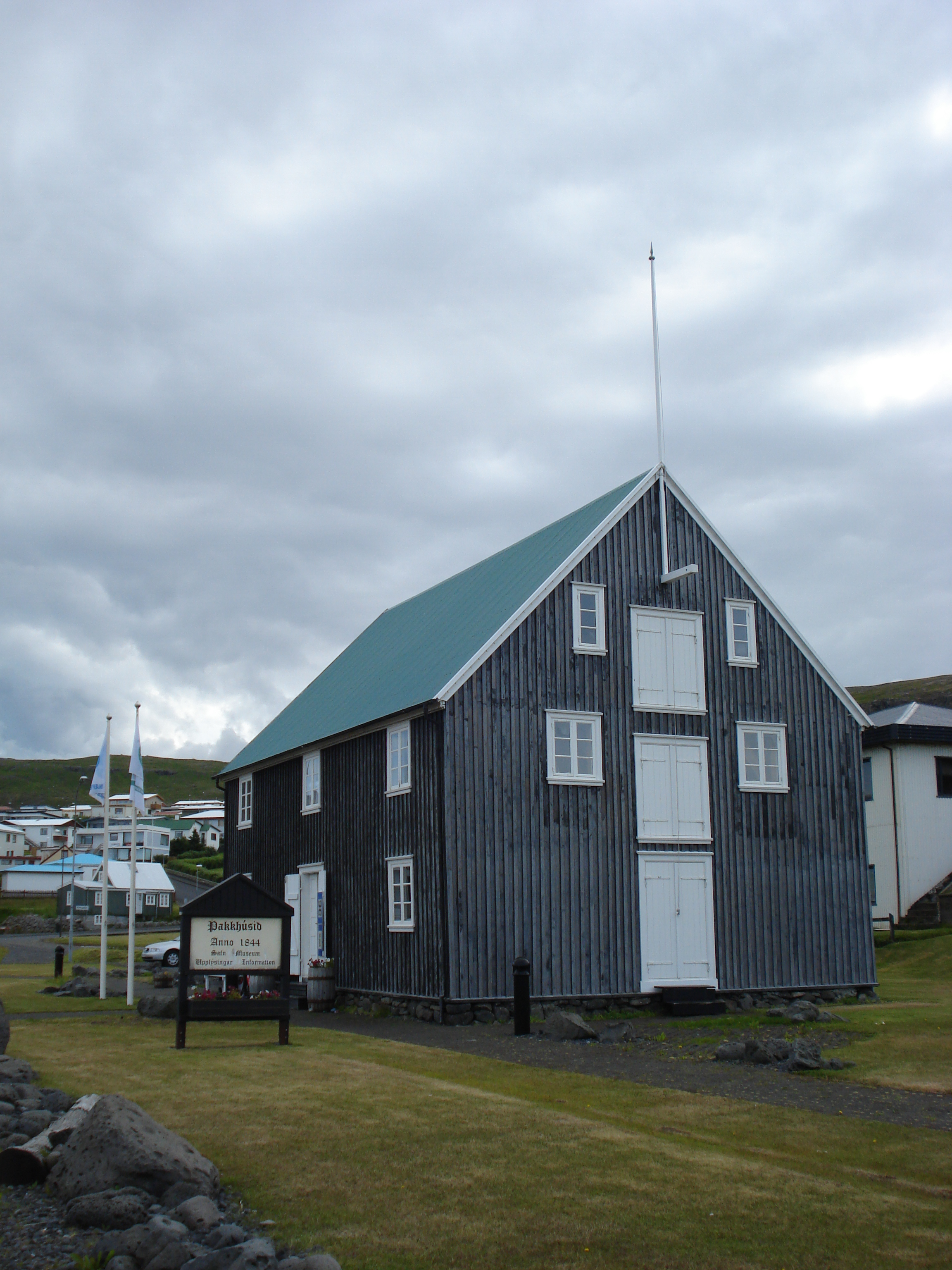
Pakkhúsið

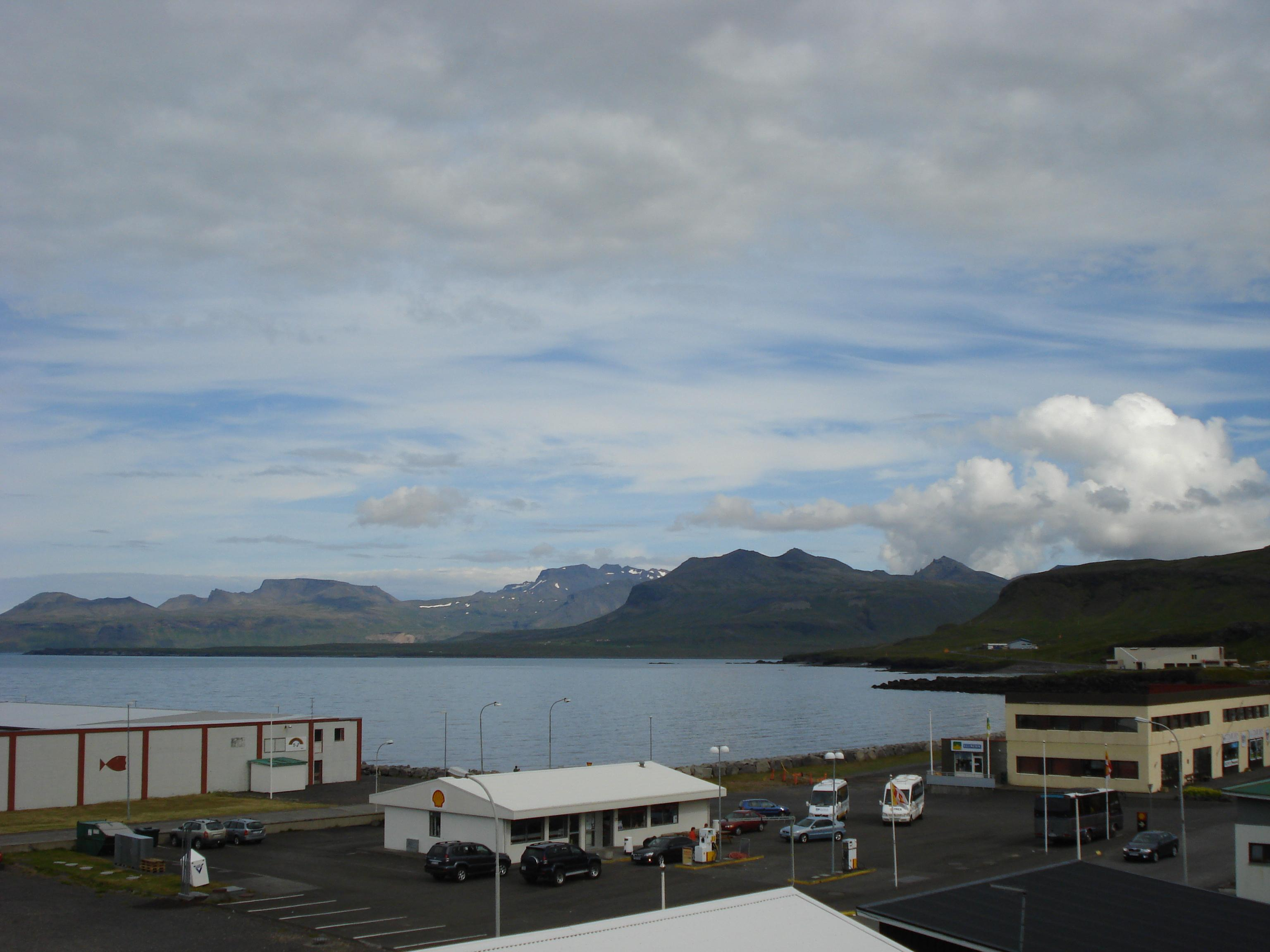
Teil des Hafens von Ólafsvík

Ólafsvík ist eine Stadt in der nordwestisländischen Gemeinde Snæfellsbær mit 991 Einwohnern (Stand: 1. Januar 2023).

## Geografie
Ólafsvík liegt an der Westspitze der Halbinsel Snæfellsnes am Breiðafjörður und wird vom 415 Meter hohen Tafelvulkan Ólafsvíkurenni überragt.
Südwestlich von Ólafsvík befindet sich der Stratovulkan Snæfellsjökull. Im Osten von Ólafsvík führt die Passstraße über die Hochebene Fróðárheiði nach Búðir im Süden von Snæfellsnes.

## Geschichte

### Anfänge als Handels- und Fischereiort
Als erster Siedler von Ólafsvík gilt gemäß dem Landnahmebuch Ólafur belgur.
Schon früh bildete sich eine Siedlung an dieser Stelle. Das lag an den hervorragenden Fischgründen und der günstigen Landestelle für die Ruderboote.
Ólafsvík ist der erste isländische Ort, der – im 17. Jahrhundert, genauer 1687 – eine Handelslizenz vom dänischen König erhielt.  Bis ins 19. Jahrhundert blieb Ólafsvík ein wichtiger Handelsort.

### Das SegelschiffSvanen
Im 18. und 19. Jahrhundert hielt von Ólafsvík aus ein 1777/78 in Eckernförde gebautes Segelschiff, die Svanen, die Verbindung zwischen Island und Westeuropa aufrecht. Sie sank schließlich 1891 bei einem Sturm im Hafen von Ólafsvík. Ihr Reeder war der bedeutendste Kaufmann des Ortes und damals der Umgebung, Hans A. Clausen. Der Volksdichter Steingrímur Þorsteinsson segelte auf der Svanen, was ihn zu einem bekannten Gedicht über den Snæfellsjökull inspirierte.

### Schule
1887 wurde in Ólafsvík eine der ersten öffentlichen Schulen Islands eröffnet. 30 Jahre lang war für deren Erbauung in die sog. Skólasjóð (Schulkasse) gesammelt worden. Eine Sporthalle und ein Schwimmbad wurden erst 1970 ergänzt.

### Pfarrgemeinde
Ólafsvík ist Sitz eines Gemeindepfarrers. Die Kirche befand sich zunächst in Fróðá, ab 1892 im Ort. Die derzeitige Kirche mit 200 Sitzplätzen
wurde von Hákon Hertervig entworfen und am 19. November 1967 eingeweiht. Mit ihrer Fischform symbolisiert sie auch den Reichtum des Ortes. Ein Predigtstuhl im Inneren stammt aus der Fróðárkirche und war ihr 1710 geschenkt worden. Die bunten Kirchenfenster sind Werke der Künstlerin Gerður Helgadóttir.

### 20. und 21. Jahrhundert
Um 1900 gehörte Ólafsvík zu den größten Dörfern Islands. Aber ab 1905 machte ihm der Mangel an einem für Motorschiffe zugänglichen Hafen zu schaffen. Ein solcher wurde erst in den 1960er Jahren gebaut.
An einer halbkreisförmigen Bucht gelegen ist der Ort heute wichtig für die Fischerei und ein Handelszentrum für die Bauern der Umgebung.
Am 1. April 1990 wurde die Landgemeinde Fróðárhreppur nach Ólafsvík eingemeindet. Die Gemeinde Ólafsvík (isl. Ólafsvíkurbær) verlor am 11. Juni 1994 ihre Eigenständigkeit. Sie bildete mit den Landgemeinden Staðarsveit, Breiðuvíkurhreppur und Neshreppur die neue Gemeinde Snæfellsbær.

## Weitere Sehenswürdigkeiten
Im Gamla Pakkhúsið, dem ältesten Haus des Ortes von 1844, einem früheren Geschäftshaus, befindet sich ein kleines Museum (“Pakkhúsloftið”). Unweit östlich von Olafsvík steht auf dem Hof Brimilsvellir die 1923 erbaute Brimilsvallakirkja mit einem Altargemälde, das 1709 von dänischen Robbenfängern gespendet wurde.

## Verkehrsanbindung
Jahrhundertelang galt Ólafsvík als relativ schwierig zu erreichender Ort.
Die Anlegestelle für Boote war nördlichen Stürmen ausgesetzt. Daher befand sich vom Mittelalter bis an den Anfang des 17. Jahrhunderts der Haupthandelshafen der Gegend im nördlicher gelegenen Rif.
Straßen für Fahrzeuge kannte man bis zum Beginn des 20. Jahrhunderts nicht in der Gegend. Es gab Wege über die Fróðárheiði zwischen dem Süden und Norden der Halbinsel Snæfellsnes. Aber die Gegend ist selbst heute noch berüchtigt für die besonders heftigen (Winter-)Stürme.
Nach Westen in Richtung Rif versperrte der steile und erodierte Berghang des Ólafsvíkurenni (410 m) den Weg. Der Pfad um ihn herum führte auf einem etwa 1200 m langen Stück über Felsen, die man nur mühsam bei Ebbe überqueren konnte. Von oben drohten Bergstürze, Hangrutsche und im Winter Schneelawinen.  Der Berg ist Gegenstand eines Gedichtes des isländischen Romantikers Jónas Hallgrímsson. Auf der östlichen Seite war das Durchkommen vor dem Bau der Straße 54 auch nicht leichter. Dort versperrte die erodierte Felsnase Búlandshöfði den Weg.
Den Ólafsvíkurenni soll zur Landnahmezeit eine unangenehme Trollfrau bewohnt haben. Sie hat sich der Sage nach mit Ingjaldur, dem ersten Siedler der Gegend, angelegt und ihn auf seinem Hof Ingjaldshóll mit Steinen beworfen.
Der erste Weg, der mit normalen Autos befahrbar war, wurde erst 1963 in den Hang gesprengt. Die heute existierende Straße stammt von 1983. Alte Wegverbindungen kann man darüber und darunter recht deutlich erkennen.
Die Regionalbuslinie 82 der Straeto bietet Anchkuss an den ÖPNV.
Der Flugplatz Rif liegt 6 km entfernt.

## Töchter und Söhne
- Erró (* 1932), Maler
- Jóhann Jónsson (1896–1932), Schriftsteller
- Kristófer Reyes (* 1997), philippinisch-isländischer Fußballspieler

## Einwohnerzahlen (Ólafsvíkurhreppur)
| Datum | Einwohner |
| ----- | --------- |
| 1920: | 0442      |
| 1980: | 1180      |
| 2011: | 1020      |

## Städtepartnerschaften
- Vestmanna, Färöer